# Sergej Markov (politologo)
Sergej Aleksandrovič Markov (in russo Сергей Александрович Марков?; Dubna, 18 aprile 1958) è un politologo e politico russo, Membro della Duma di Stato della Federazione Russa dal 2007 al 2018, consigliere politico di Vladimir Putin dal 2011 al 2019, fondatore e direttore dell'Istituto di ricerche politiche di Mosca.
È ospite fisso di programmi sociopolitici su Radio KP, Ėcho Moskvy, canali NTV, Russia 24 e TV Center, ed intervistato come esperto di politica internazionale sul Giornale parlamentare, Komsomol'skaja Pravda, Rossijskaja Gazeta. Nel 2021 ha partecipato a una conferenza su "20 idee per lo sviluppo della Russia".

## Biografia
Nato il 18 aprile 1958 nella città di Dubna, nella regione di Mosca, dopo la scuola, ha lavorato dal 1974 come installatore di strumentazione e automazione presso lo stabilimento di costruzione di macchinari di Dubna. Dal 1977 al 1980 prestò servizio nelle truppe di frontiera del KGB dell'URSS nell'Artico. Ha quindi prestato servizio nell'esercito, per poi laurearsi con lode nel 1986 presso la Facoltà di Filosofia dell'Università statale di Mosca Lomonosov. Nel 1995 si è laureato in scienze politiche discutendo la sua tesi sulla "Formazione di un sistema multipartitico in Russia".
Dal 1986 al 1989 ha lavorato come insegnante presso la sede di Dubna dell'istituto moscovita di ingegneria radio, di elettronica e di automatica (MIREA), dal 1989 al 2011 è stato insegnante, ricercatore, professore associato del Dipartimento di politica statale della Facoltà di Filosofia, Facoltà di Scienze Politiche dell'Università Statale di Mosca M.V. Lomonosov, docente presso la Scuola Superiore di Economia dell'Università, professore presso MGIMO al Ministero degli Affari Esteri della Federazione Russa. Presso l'Università statale di Mosca e MGIMO Sergej Markov ha insegnato nei corsi di "Teoria e pratica dei media di massa", "Regimi autoritari", "Processo politico moderno in Russia", "Particolarità della consulenza politica russa e mondiale".
Nel 1991 è stato membro del consiglio del Partito Socialdemocratico di Russia (SDPR) e il principale autore del programma del partito, "La via del progresso e della socialdemocrazia", adottato al III Congresso dell'SDPR nel maggio 1991.
Dal 1990 al 1999, è stato Associato e poi Senior Fellow negli Stati Uniti presso l'istituto nazionale democratico. Nel 1993 ha completato, sempre negli Stati Uniti, uno stage presso l'Università del Wisconsin-Madison. Dal 1994 al 1997 ha lavorato nell'ufficio di Mosca della Carnegie Endowment, dal 1997 al 2007 è stato direttore dell'Associazione dei Centri di Consulenza Politica.
Nel 1998 ha fondato l'Instituto di Studi Politici LLC e lo ha diretto come direttore, allo stesso tempo è diventato il fondatore del forum annuale di esperti politici internazionali Foros. Dal 2000 al 2002 ha lavorato come caporedattore, capo del servizio estero del media Internet "Strana.ru". Nel 2001 è stato nominato caporedattore del media online Inosmi.ru. Nel 2004 ha lavorato alle elezioni presidenziali in Ucraina, è stato a capo del Club russo a Kiev. È il fondatore del sito Ukraina.ru.

### Eletto alla Duma di Stato
Dal 2006 al 2008 è stato membro della Camera pubblica della Russia. Nelle elezioni del 2007 è stato eletto alla Duma di Stato, in rappresentanza di Russia Unita.
Markov nega il coinvolgimento russo nell'avvelenamento di Aleksandr Litvinenko, perpetrato con polonio-210 da un reattore russo e che i servizi di sicurezza britannici ritengono sia stato condotto per conto del governo russo. Attribuisce anche gli attentati agli appartamenti russi da parte di terroristi ceceni a uomini d'affari russi costretti a lasciare il paese all'esilio in Gran Bretagna. Markov commenta molte altre questioni di politica estera, attribuendo il conflitto in Ossezia del Sud a un complotto di Dick Cheney per ulteriori interessi di John McCain contro Barack Obama alle elezioni presidenziali americane.
Nel 2007, essendo stato accusato di essere dietro gli attacchi informatici ai sistemi del governo estone, Markov è stato dichiarato persona non grata in Estonia e nel 2008 è stato espulso anche dall'Ucraina. Alla fine del 2009, Markov ha affermato di ritenere che la flotta russa del Mar Nero dovrebbe rimanere di stanza in Ucraina "per i prossimi 100 anni" perché crede che "è il garante della sicurezza nell'intera regione".
Nel novembre 2016, in seguito all'elezione di Donald Trump negli Stati Uniti, Markov ha respinto la presunta interferenza russa nelle elezioni presidenziali, anche se ha detto "forse abbiamo aiutato un po' con WikiLeaks". Nel 2020, Markov ha affermato che "tutte le speranze sollevate da Trump nei russi sono state deluse. Più sanzioni, più tensioni, meno controllo degli armamenti e quasi nessun dialogo diplomatico è ciò che abbiamo oggi. Ma nessuno a Mosca ha speranze anche su Biden".